# Vise radioactive
Vise radioactive (titlu original: Radioactive Dreams) este un film american din 1985 regizat de Albert Pyun. Rolurile principale au fost interpretate de actorii George Kennedy, Michael Dudikoff, Don Murray și Lisa Blount.
 Numele celor două personaje principale sunt o combinație a numelor Philip Marlowe, Raymond Chandler și Mike Hammer.

## Prezentare
Un război nuclear izbucnește în 1996, în care este folosit întregul arsenal nuclear din lume, cu excepția unei singure rachete. Doi copii, Philip Chandler (John Stockwell) și Marlowe Hammer (Michael Dudikoff), sunt abandonați de către părinții lor într-un adăpost antiatomic construit în partea laterală a unui munte împădurit. Cei doi cresc  în adăpost,   cu literatura de ficțiune cu detectivi a anilor 1950 și muzica swing ca forța de ghidare a procesului de învățare. Cincisprezece ani mai târziu, Marlowe reușește să iasă din peșteră, descoperind afară o lume ciudată cu totul nouă.

## Distribuție
- John Stockwell - Phillip Chandler
- Michael Dudikoff - Marlowe Hammer
- Michele Little - Rusty Mars
- Lisa Blount - Miles Archer
- Don Murray - Dash Hammer
- George Kennedy - Spade Chandler
- Norbert Weisser - Sternwood
- Christian Andrews - Brick Bardo
- Paul Keller Galan - Chester (ca P.K. Galán)
- Demian Slade - Harold
- Hilary Shepard - Biker Leader (ca Hilary Shapiro)
- Sue Saad - Punk District Singer
- Kimberly McKillip - Sadie - Hippie Chick
- Gulcin Gilbert - Greaser Chick (ca Gulshin Gilbert)
- Mark Brown -  Greaser

## Lansare
Filmul a fost lansat limitat în cinematografele din Statele Unite de către De Laurentiis Entertainment Group în septembrie 1986, având încasări de 220.038 $ la box office.
A fost lansat pe casete VHS de către Vestron Video.  În 2011,  filmul încă nu era lansat pe DVD în SUA, cu toate acestea a fost lansat într-o ediție specială (1000 de copii) în Germania.   

## Coloană sonoră
1. Nightmare - Jill Jaxx - 5:10
2. Radioactive Dreams - Sue Saad - 5:18
3. She'll Burn You - Maureen Steele - 4:13
4. Young Thing - Cherri Delight - 4:09
5. Tickin' Of The Clock - The Monte Carlos - 2:07
6. Psychedelic Man - Shari Saba - 2:41
7. Eat You Alive - Lisa Lee - 2:40
8. Guilty Pleasures - Sue Saad - 3:44 (interpretare de Saad pe ecran)
9. Turn Away - Mary Ellen Quinn - 2:13
10. She's A Fire - Sue Saad - 2:07
11. When Lightning Strikes - Sue Saad - 6:51
12. Zim Bim Zowie - Darryl Phinessee - 2:20